# Popillia ghesquierei
Popillia ghesquierei är en skalbaggsart som beskrevs av Ohaus 1937. Popillia ghesquierei ingår i släktet Popillia och familjen Rutelidae. Inga underarter finns listade i Catalogue of Life.